# Getargel
Getargel là một đô thị thuộc tỉnh Kotayk, Armenia. Dân số ước tính năm 2011 là 844 người.